# Bioincrustación

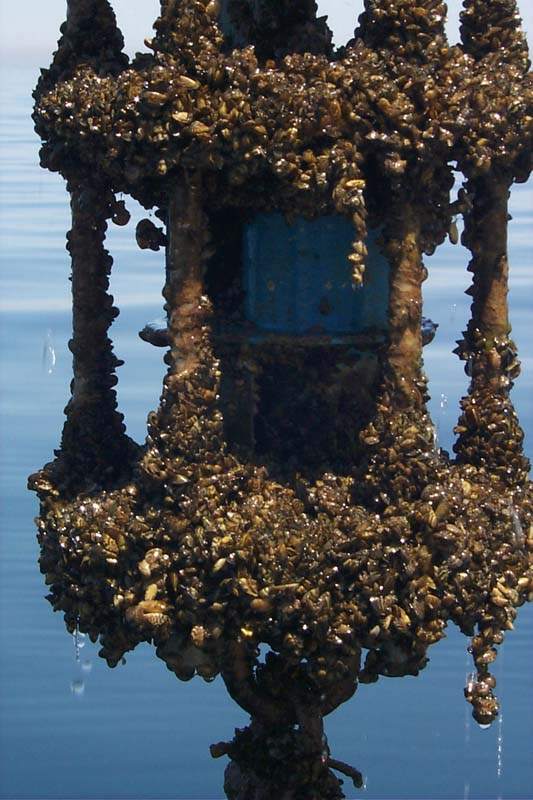
Mejillones cebra formaron una colonia en la porción sumergida de un mareómetro.

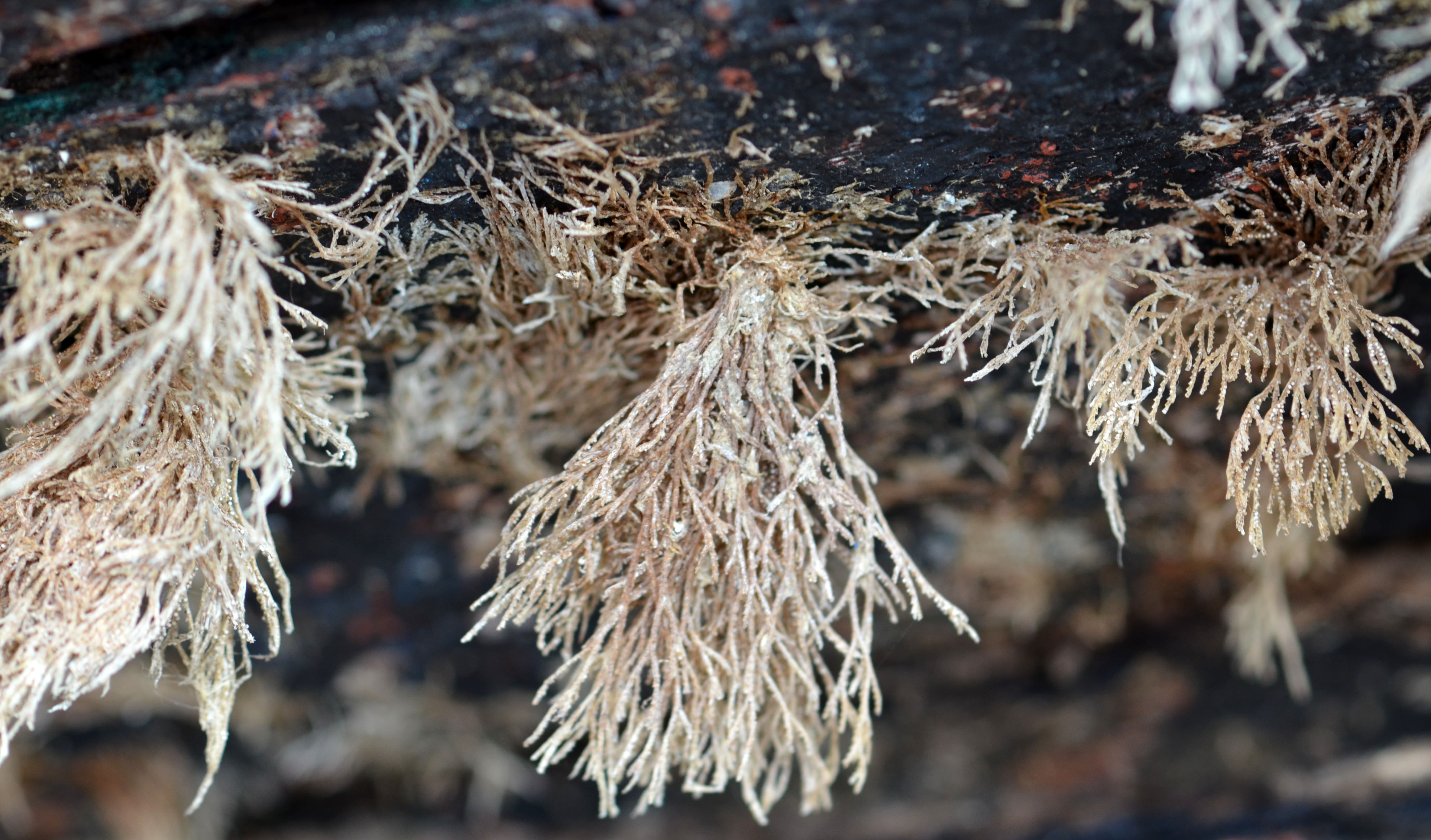
Restos de organismos invertebrados adosados al casco de madera de un barco pesquero.

Bioincrustación o incrustación biológica es el acúmulo indeseable de microorganismos, plantas, algas y/o animales sobre estructuras mojadas.

## Impacto
La bioincrustación es especial y económicamente significativa en los cascos de los barcos, donde niveles elevados de proliferación pueden reducir el rendimiento de la embarcación y aumentar sus necesidades de combustible.
La bioincrustación también se encuentra en casi todos los casos en que los líquidos con base de agua están en contacto con otros materiales. Ejemplos industrialmente importantes incluyen sistemas de membranas, tales como biorreactores de membrana y ósmosis inversa, membranas en espiral de ciclos de refrigeración industrial por agua de grandes equipamientos industriales y centrales de generación de  energía. 
Asimismo puede tener lugar en oleoductos que conducen aceites como agua arrastrada, especialmente los que trasportan aceites utilizados, de aceites corte, aceites solubles o aceites hidráulicos.

## Soluciones
Las soluciones a la bioincrustación se basan esencialmente en dos principios, evitar que los organismos se adhieran a las superficies en contacto con el agua o en matar a dichos organismos para evitar que se adhieran y proliferen.
En cascos de buques y estructuras que se encuentren permanentemente en contacto con el agua lo más utilizado son las pinturas antifouling también denominadas patentes. Estas pinturas impiden que los organismos se adhieran a las superficies tratadas.
En tuberías, los sistemas empleados se basan en la eliminación de los organismos mediante la utilización de algún biocida. En tuberías y conducciones de barcos y estructuras marinas se emplea muy habitualmente la protección catódica para generar iones de cobre. Los iones de cobre son muy tóxicos para los organismos que ocasionan obstrucciones en las tuberías, una vez generados los iones se mueven con la corriente de agua de la tubería y matan a los pequeños organismos que buscan adherirse a las paredes internas de la tubería o toma de agua. 